# 長瀬氏
長瀬氏（ながせし）は、日本の氏族の一つ。

## 概要
源氏であった長瀬氏の一族は、信濃国小県郡の重要地点であった依田荘に来て庄司となり、長瀬氏を称して依田川を下った長瀬地区（現在の長野県上田市長瀬）に居を構えた。
『平家物語』や『源平盛衰記』の中で木曾義仲の従弟として登場する長瀬判官代（長瀬義員、『平家物語』では長瀬重綱）の出身地である。
長瀬判官代は、義仲に従い、平家軍を追討して京に入った。しかし、入京後に治安回復の失敗もあり後白河法皇と対立し、粟津の戦いにおいて源頼朝が派遣した軍勢に打ち取られる。義仲の首が都大路を渡された時に、長瀬判官代の首も一緒に渡されている。
他にも、承久の乱の時、朝廷方に属していた同名の長瀬判官代は近江国鵜飼瀬（貢御瀬）に進み出て北条勢と戦っている。室町時代に長瀬氏から出た経譽愚底運公は関東十八檀林の一つ佛法山東漸寺を開山した。